# Атанас Сугарев
Атанас Димитров Сугарев е български фолклорист, музикален педагог, краевед и общественик.

## Биография
Роден е през 1898 г. в Панагюрище. Завършва Педагогическото училище в Панагюрище и тригодишните учителски курсове в Музикалната академия. Работи като учител по пеене и директор на училища в Панагюрище. Председател е на Въздържателното дружество „Борба“, на Околийското учителско дружество, на читалище „Виделина“ и на Околийския читалищен съюз. Уредник е на музея „20 април 1876“, председател на Комисията за опазване на историческите паметници и главен редактор на вестник „Оборище“ в Панагюрище. Автор на монографии, очерци и статии в периодичния печат по исторически и фолклорни теми.
Личният му архив се съхранява във фонд 1647К в Централен държавен архив. Той се състои от 55 архивни единици от периода 1885 – 1981 г.